# Jaap Kooiman
Jaap Kooiman is een personage uit de Nederlandse comedyserie Toen was geluk heel gewoon. Het personage werd gespeeld door Gerard Cox.

## Beschrijving
Jaap werd geboren op 10 februari 1917 en woont samen met zijn vrouw Nel in de Oranjeboomstraat in Rotterdam. Jaap is een eigenwijze en conservatieve buschauffeur van de RET. Hij rijdt daar op bus 52 (die lastige met die aanhangwagen, zoals hij zelf altijd zegt) maar sinds 1968 op een andere lijn omdat lijn 52 door de komst van de metro werd opgeheven. In zijn eigen tijd rijdt hij op een solex. Simon Stokvis is zijn bovenbuurman en tevens zijn beste vriend. 
Het grote doel van Jaap is promotie te krijgen, tot groepschef bevorderd te worden en zo uit de bus te kunnen komen en - goed betaald - achter een bureau plaats te nemen. Hij wil dan in Hillegersberg of Kralingen in een villa  gaan wonen en dan elke dag biefstuk eten. Nel kan dan elke dag in een bontjas over straat. Jaap doet er alles aan om die promotie te krijgen. Hij geeft de directeur Meneer Harmsen altijd gelijk als die zijn mening verkondigt. Toch lopen zijn acties altijd in het honderd, omdat hij weer eens iets niet kan of iets niet begrijpt. Jaap houdt niet van nieuwerwetse dingen en houdt liever alles bij het oude. Behalve de promotie dan.
In een interview gaf Cox ooit te kennen dat Jaap Kooiman qua karakter wat weg had van zijn eigen vader. "Mijn vader was niet zo dom en onhebbelijk, maar wel iemand die altijd met zijn mening paraat stond en vrij dwars was. Jaap Kooiman heeft die Archie-Bunkerachtige politieke incorrectheid die ik wel in hem kan waarderen."

## Gevleugelde uitspraken
- Waarom weet ik dáár niks van?  (tegen zijn schoonmoeder)
- Wat mot dit hier?  (tegen zijn schoonmoeder)
- Waar de man woont, draagt hij de kroon! (tegen Nel Kooiman)
- Ik ga liever gewoon dood (over buitenlands eten)
- Simon - bedenk iets! (bij het ontstaan van een probleem)
- Wie z'n moeder? (als hij iets niet begrijpt)
- 't Ga weer om de poen
- Ik eet wel een balletje op de club (vaak bij buitenlands eten of als zijn schoonmoeder op bezoek is)
- Nou ken meneer Harmsen natuurlijk nooit meer om me heen!
- En dan zal er een hele andere wind waaien! De Kooimanwind! (tegen RET collega's als hij tevergeefs een poging doet om groepschef te worden)
- Ken je bek niet verder open?! (als iets duur is)
- Ome Jaap? Meneer Kooiman voor jou!
- Dat wel natuurlijk (tegen meneer Harmsen)
- Hij is fijn
- Je weet wat dit betekent, je weet wat dit betekent (tegen Simon Stokvis)
- Deruuuiiiit (tegen vrienden die iets zeggen waar Jaap het niet mee eens is; vaak volgend op de uitspraak van hierboven)